# Arandina Club de Fútbol
L'Arandina Club de Fútbol è una società calcistica con sede ad Aranda de Duero, nella regione di Castiglia e León, in Spagna. 
Gioca nella Segunda Federación, la quarta serie del campionato spagnolo.
Fondata nel 1987 sulle ceneri del club Gimnástica Arandina (fondato a sua volta nel 1948), gioca le partite interne nello stadio El Montecillo, con capienza di 6.000 posti.

## Tornei nazionali
- 2ª División: 0 stagioni
- 2ª División B: 4 stagioni
- 3ª División: 47 stagioni

## Stagioni
| Stagione | Categoria | Posizione |
| -------- | --------- | --------- |
| 1987/88  | Cat. Reg. | —         |
| 1988/89  | Cat. Reg. | —         |
| 1989/90  | 3ª        | 4°        |
| 1990/91  | 3ª        | 13°       |
| 1991/92  | 3ª        | 17°       |
| 1992/93  | 3ª        | 11°       |
| 1993/94  | 3ª        | 7°        |
| 1994/95  | 3ª        | 7°        |
| 1995/96  | 3ª        | 7°        |
| 1996/97  | 3ª        | 14°       |
| 1997/98  | 3ª        | 18°       |
| 1998/99  | Cat. reg. | —         |
| 1999/00  | 3ª        | 12°       |

| Stagione | Categoria | Posizione |
| -------- | --------- | --------- |
| 2000/01  | 3ª        | 19°       |
| 2001/02  | Cat. reg. | 14°       |
| 2002/03  | Cat. reg. | 1°        |
| 2003/04  | 3ª        | 17°       |
| 2004/05  | 3ª        | 5°        |
| 2005/06  | 3ª        | 9°        |
| 2006/07  | 3ª        | 6°        |
| 2007/08  | 3ª        | 4°        |
| 2008/09  | 3ª        | 5°        |
| 2009/10  | 3ª        | 3°        |
| 2010/11  | 3ª        | 4°        |
| 2011/12  | 2ªB       | —         |

## Palmarès

### Competizioni nazionali
- Tercera División: 1

2014-2015
- Tercera Federación: 1

2022-2023 (gruppo 8)

### Altri piazzamenti
- Tercera División:

Secondo posto: 2017-2018
Terzo posto: 2009-2010, 2012-2013, 2013-2014, 2018-2019
- Copa Federación de España:

Semifinalista: 2010-2011